# 小碧布依族苗族乡
小碧布依族苗族乡是中华人民共和国贵州省貴陽市南明区下辖的一个民族乡。

## 行政区划
小碧布依族苗族乡下辖以下村级行政区划单位：
云盘村、水坝村、小碧村、甘庄村、下坝村、二堡村、黄泥哨村、黄泥甫村、猫洞村、秦棋村、马寨村和大地村。